# 井上りな
井上 りな（いのうえ りな、1993年9月24日 - ）は、日本の、元地方アイドル。愛称はりなぽん。
福岡県出身。エレガントプロモーション所属。女性アイドルグループQunQunのメンバーとして2015年2月22日まで在籍していたが、翌日（同年2月23日）以降は四色定理（よんしょくていり）という新ユニットを結成して同ユニットのメンバーとなった。2017年3月31日を以て解散。

## 来歴
2009年
- 4月17日 - パラシュート部隊 (お笑いコンビ)がプロデュースした4人組グループ「GORYON-SAN」に所属する。

2011年
- 1月9日 - 女性アイドルグループ QunQunに所属する。
- 12月4日 - エレガントコレクション2011にて、QunQunのレギュラーに選ばれ、キャプテンに選ばれる。
- 12月7日 - 全国デビューCD『プラネタリウム』をユニバーサル・ミュージックより発売。

2012年
- 5月12日 - 九州ビジネスチャンネル（QBC）にて、単独レポート「りなぽんの散歩道」の配信開始。
- 7月8日 - エレガントコレクション2012にて、QunQunのレギュラーに選ばれ、のちに再びキャプテンに選ばれる。
- 12月13日 - グラナダスィート福岡にて、「TNC Presents キラメキ女子プレミアムパーティー」にGeeBeeゴスペル[注 1][1]メンバーとして出演。
- 12月24日 - 博多阪急にて、「HAKATA SISTERS FAIR CHRISTMAS SPECIAL」にGeeBeeゴスペルメンバーとして出演。[2]

2015年
- 2月22日を以って、QunQunとしての活動を無期限休止。以降は、四人組ユニット四色定理として活動。

## 人物
ニックネームは「りなぽん」となっている。現在の自己紹介は「120パーセントの笑顔で頑張ります。20パーセントはあなたにおすそ分け、QunQunキャプテン『りなぽん』こと、『井上りな』です。それでは、今日も一日がんばりなぽん」である。
チャームポイントは、たれ目と特徴的な声。
サイリウムの色は、白がいいと発表。しかし、自分だけの色がほしいとのことで上が白、下がオレンジの2色のサイリウムを作って欲しいと要望した。
趣味は読書で、特技はふわふわの卵焼きづくり
。そして、日本最大級のweb小説サイト「E★エブリスタ」で連載していた『愛してうさぎ』を一読者として書籍化にあたり著者にコメントを寄せたことがきっかけで、主人公である「三田文香」のイメージキャラクターになった。同時にQunQunが公式応援隊に任命された。さらに主題歌にQunQunの曲である「きゅん、時々せつなくて、後・・・すき」が選定された。。

## QunQunでの参加曲

### シングル
|     | リリース      | タイトル       | 販売形態 | 規格品番   |
| --- | ------------- | -------------- | -------- | ---------- |
| 1st | 2011年12月7日 | プラネタリウム | CD+DVD   | POCE-14401 |

### 限定出荷
会場やイベントの物販、公式ウェブストアの通販での販売

#### CD
- プラネタリウム（2011年9月18日）

収録曲
1. ギフト
2. ギフト（inst）
3. 自己紹介

- 君とラブレター（2012年11月11日）

収録曲
1. 君とラブレター
2. L・LOVE

#### DVD
- DVD@QunQun Vol.1（2012年4月30日）
- DVD@QunQun Vol.2（2012年5月30日）

2枚組DVD
1. DVD@QunQun Vol.2
2. DVD@QunQun Live(QunQun第1回定期ライブ、夢ライブの模様を収録)

- DVD@QunQun Vol.3（2012年6月30日）
- FUKATANIRISA@QunQun（2012年7月1日）
- Live@QunQun Vol.1 深谷理沙卒業公演（2012年7月8日）

第5回定期ライブ「絆」『深谷理紗卒業LIVE 〜深谷理紗 燃え尽きます！〜』を収録
- Live@QunQun Vol.2 新レギュラー総選挙2012（2012年7月22日）

2012年7月8日にエレガントコレクション2012にて行われた新レギュラー総選挙を収録
- DVD@QunQun Vol.4（2012年9月9日）
- DVD@QunQun Vol.5（2012年11月25日）
- QunQun 吉岡ひかる卒業ライブ【DVD】（2012年12月30日）

第12回定期ライブ「絆」『吉岡ひかる卒業公演』を収録
- QunQun 吉岡ひかる卒業ライブ【Blu-ray(TM)】（2012年12月30日）

第12回定期ライブ「絆」『吉岡ひかる卒業公演』を収録

## タイアップ
- E★エブリスタ 小説「愛してうさぎ」（2013年2月23日、三交社）ISBN 978-4879197092

QunQunが公式応援隊に就任。「井上りな」は主人公のイメージキャラクターを務める。

## 出演

### テレビ
- 情報発信型パチンコバラエティ番組 YAMAGUCHI パチンコ研究所。（2012年4月24日 24:50 〜 25:20、TYSテレビ山口）
- マニア・マニエラ - QunQunのメンバー「大野香澄、長濱由紀」と出演。
（2012年5月24日 02:00 〜 02:15 / 5月25日 02:10 〜 02:25、TNCテレビ西日本）
- ばりすごタイムス 夏休みSP - QunQunのメンバー「富萌恵、長濱由紀、未来もも」と出演。（2012年8月5日 10:30 〜 11:25、TVQ九州放送）
- テレビタミン - QunQunのメンバー「大野香澄、吉岡ひかる、吉田真野、塚田美咲、磯邊チェスカ、上村美晴、藤崎サラ、南奈月」と出演。（2012年9月19日 16:45 〜 19:00、KKT 熊本県民テレビ）

#### 現在のレギュラー番組
- GeeBee （2012年10月4日 -  木曜24:35 〜 25:05 - 、TNCテレビ西日本）

#### 現在の準レギュラー番組
- JAM - QunQunが出演。（2012年10月5日 - 、TVQ九州放送）

#### 過去のレギュラー番組
- 情報発信型パチンコバラエティ番組 YAMAGUCHI パチンコ研究所。（2012年7月31日 - 2014年7月16日　火曜深夜、TYSテレビ山口）

### インターネット放送
- QunQun.TV（2011年3月12日 - 、Ustream - QunQun.TV[注 2]）
- ラジオ×USTREAM『2012年北九州の旅』第6章 小倉北区 QunQunと遊ぶ街歩き 〜カワイイ、オイシイ 放課後の旅〜 - 大野香澄、磯邊チェスカ、藤崎サラと出演。（2012年11月13日、Ustream - CROSS FM）

### ラジオ
- Aladdin バカヤロー Radio ! – QunQunのメンバー「大野香澄、吉田真野」と出演。（2012年9月15日 24:00 〜 26:00、CROSS FM）
- Aladdin バカヤロー Radio ! - 「吉田真野、西澤亜希」と出演。（2013年2月2日 24:00 〜 26:00、CROSS FM）

### インターネット・ラジオ同時放送
- 「塚原まきこの福ミミらじお」アイドルユニットQunQun登場♬! - 「吉田真野」と出演。（2012年8月8日、Ustream - RKKラジオ）

### その他
- 九州ビジネスチャンネル（QBC）

## 書籍等

### 写真集
- QunQun OFFICIAL PHOTO BOOK　vol.1（2012年12月1日、三交社）ISBN 978-4-87919-707-8

### 雑誌
- シティ情報ふくおか（2012年6月号） - QunQunのメンバーとして掲載。
- NO!!（2012年8月号） - FUKUOKAアイドルグループ名鑑に、QunQunのメンバーとして掲載。

### フリーペーパー
- 求人×情報マガジン My Color（2012年12/4号 vol.00136） - 表紙に「大野香澄」とQunQunが掲載。
- 求人×情報マガジン My Color（2012年12/18号 vol.00138） - 表紙に「吉田真野」とQunQunが掲載。
- 求人×情報マガジン My Color（2013年1/22号 vol.00142） - 表紙に「井上りな」とQunQunが掲載。
- 求人×情報マガジン My Color（2013年2/5号 vol.00144） - 表紙に「塚田美咲」とQunQunが掲載。